# Miconia schlimii
Miconia schlimii ist eine Pflanzenart aus der Familie der Schwarzmundgewächse (Melastomataceae). Der Baum ist in Mittel- und dem nördlichen Südamerika heimisch.

## Beschreibung

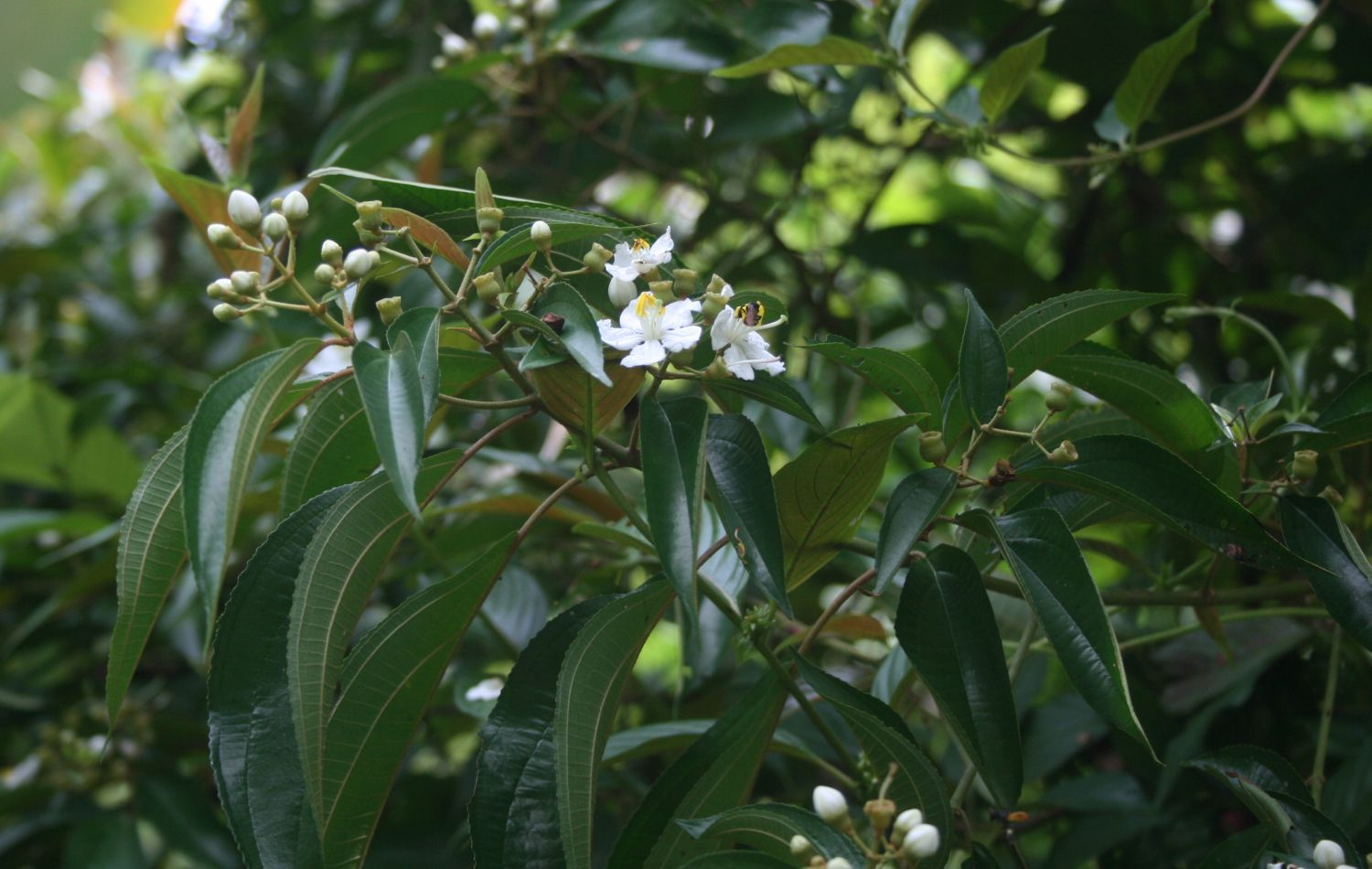
Miconia schlimii, Costa Rica

Miconia schlimii ist ein Strauch oder kleiner Baum, der eine Höhe von bis zu 8 Metern erreicht. Junge Zweige, Blattstiele, die Nervatur der Blattunterseiten und die Blütenbecher sind gemäßigt mit rotbraunen, sternförmigen, filzigen Haaren besetzt. Die am schwach bis deutlich gewellt gezähnten Rand bewimperten Blätter sind lanzettlich bis elliptisch-eiförmig, oberseitig kahl und auf der Unterseite fein flaumig behaart, die Nervatur fächert sich oberhalb des Blattansatzes in drei bis fünf, selten bis zu sieben Seitenrippen auf.
Die wenigblütigen Blütenstände sind 3 bis 8 Zentimeter lang. Die fünfzähligen, kurzgestielten Blüten haben weiße Kronblätter. Der Fruchtknoten ist fünffächrig, die Früchte haben einen Durchmesser von 8 bis 10 Millimeter.

## Verbreitung
Miconia schlimii ist in Mittel- und dem nördlichen Südamerika von Guatemala und Belize bis Nordkolumbien und Venezuela beheimatet. Sie findet sich meist auf lichten Sekundärstandorten.

## Systematik und botanische Geschichte
Miconia schlimii wurde 1872 vom kolumbianischen Botaniker José Jerónimo Triana erstbeschrieben. 1891 wurde sie durch Carl Ernst Otto Kuntze in die Gattung Acinodendron gestellt. 1906 beschrieb John Donnell Smith eine Art Conostegia dolichostylis aus Costa Rica. Beide Namen werden heute als Synonyme von Miconia schlimii behandelt.

## Nachweise
1. 1 2 3  Anton Weber, Werner Huber, Anton Weissenhofer, Nelson Zamora, Georg Zimmermann: An Introductory Field Guide To The Flowering Plants Of The Golfo Dulce Rain Forests Costa Rica. In: Stapfia. Band 78, Linz 2001, S. 332, ISSN 0252-192X / ISBN 3854740727, zobodat.at [PDF]
2. ↑  Eintrag zum Namen bei IPNI, Online
3. ↑  Eintrag zur Art in Melastomataceae.Net 2007–2010. A Site with Information on the Biodiversity of Melastomataceae, online, letzter Zugriff am 10. April 2010
4. ↑  Eintrag zum Namen bei IPNI, Online, letzter Zugriff am 10. April 2010